# Märkisch Linden
Märkisch Linden település Németországban, azon belül Brandenburgban. Lakosainak száma 1255 fő (2023. december 31.).

## Népesség
A település népességének változása:
| Lakosok száma | 1193 | 1180 | 1179 | 1263 | 1269 | 1255 |
|               | 2014 | 2017 | 2019 | 2021 | 2022 | 2023 |